# Тайният противник
Тайният противник е втората книга на Агата Кристи, издадена през 1922 г. В романа са представени за първи път образите на Томи и Тапънс, които се появяват в още три романа и една книга с разкази.

## Главни герои
- Томас „Томи“ Бересфорд – млад, червенокос англичанин, малко над 20-годишен, който участва във войната, ранен два пъти; считат го за бавно схватлив, но непоколебим и с остър ум, проявяващ се най-добре в напечени ситуации.
- Прудънс „Тапънс“ Каули – млада жена, с черна коса; малко над 20-годишна; най-малката от седемте дъщери на консервативен архидякон; медицинска сестра през войната; модерна и елегантна, с бързо мислене.
- Джулиъс Хърсхаймър – американски милионер; издирва братовчедка си Джейн Фин, момиче, което никога не е срещал поради семейна кавга; съобразителен и бидейки американец, носи винаги пистолет, който знае как да използва. Малко над 30 години.
- г-н Картър – англичанин от разузнаването и познаващ много влиятелни хора, познат само под този псевдоним. Търси Джейн Фин и документите, които момичето е отнесло от кораба.
- Джейн Фин – американка, на 18 години, когато напуска Америка, работеща като медицинска сестра през войната. Тя се качва на кораба Луизитания и оцелява; на нея са ѝ връчени важни документи.
- Маргьорит „Рита“ Вандемейер – красива жена, на средна възраст, която заедно с другите конспиратори търсят документите.
- Алберт – момче, работещо в сградата, където живее Рита, помага на Томи и Тапънс.
- г-н Уитингтън – член на конспираторите, които първи се сблъсква с Томи и Тапънс. Ужасен е когато чува името Джейн Фин от устата на Тапънс.
- Борис Иванович – част от конспираторите, във връзка с Рита и Уитингтън.
- Краменин – руски болшевик, един от конспираторите, познат като „номер 1“. Джулиъс го заплашва и го кара да го заведе при момичетата.
- д-р Хол – управлява клиника, където последните няколко години се е подвизавало момиче с амнезия, известно като Джанет, племенница на Рита.
- сър Джеймс Пийл Еджертън – лондонски адвокат, близък с Рита. Важна клечка в политиката, считан за следващия министър-председател. Г-н Картър го уважава заради интелигентността му.
- г-н Браун – неуловимият лидер на конспираторите. Най-великият престъпен ум на своето време.

## Посвещение
„На всички, които водят монотонен живот с надеждата, че ще могат да изживеят макар и косвено очарованията и опасностите на едно приключение.“